# Enrico Zaina
Enrico Zaina (nascido a 27 de setembro de 1967 em Bréscia) foi um ciclista italiano, profissional entre os anos 1989 e 2000, durante os quais conseguiu 6 vitórias.
Teve o seu grande ano em 1996, no qual finalizou 2º no Giro d'Italia, além de conseguir dois triunfos de etapa.

## Palmarés
1992
- 1 etapa da Volta a Espanha

1993
- Settimana Ciclistica Lombarda

1995
- 1 etapa do Giro de Itália

1996
- 2º no Giro de Itália, mais 2 etapas

1999
- 1 etapa da Settimana Ciclistica Lombarda

## Resultados nas grandes voltas
| Corrida         | 1989 | 1990 | 1991 | 1992 | 1993 | 1994 | 1995 | 1996 | 1997 | 1998 | 1999 | 2000 |
| --------------- | ---- | ---- | ---- | ---- | ---- | ---- | ---- | ---- | ---- | ---- | ---- | ---- |
| Volta a Itália  | -    | 16º  | 45º  | 28º  | 16º  | 26º  | 7º   | 2º   | Ab.  | Ab.  | Ab.  | Ab.  |
| Volta a França  | -    | -    | 93º  | -    | -    | 39º  | 42º  | Ab.  | -    | -    | -    | 38º  |
| Volta a Espanha | Ab.  | -    | -    | 53º  | 39º  | -    | -    | 4º   | -    | -    | -    | -    |

-: não participa

Ab.: abandono